# إي. إتش إتش غرين
إي. إتش إتش غرين (بالإنجليزية: E. H. H. Green)‏ هو مؤرخ بريطاني، ولد في 16 أكتوبر 1958، وتوفي في 16 سبتمبر 2006 بسبب تصلب متعدد.